# Kotah
Kotah (también Kota), ciudad en el norte de la India, en el estado de Rajastán a orillas del río Chambal. La ciudad es el centro de distribución de una  zona productora de algodón, mijo, trigo y semillas oleaginosas. Hay fábricas de algodón y de aceite, destilerías e industrias textiles y lecheras. El nudo ferroviario, también cruce o confluencia de carreteras, está a unos 4,8 km al norte de la ciudad. En Kota se encuentra el famoso templo Mathureshi y los palacios antiguos y modernos del maharao (maharajá). En la antigüedad, la ciudad fue la capital del principado de Kota, fundado en 1572. Población (2001), 704.731 habitantes.
- Datos: Q330531
- Multimedia: Kota, Rajasthan / Q330531

1. ↑  Worldpostalcodes.org,código postal n.º 324001.